# جنوب الولايات المتحدة
جنوب الولايات المتحدة (بالإنجليزية: Southern United States)‏ هي المنطقة الموجودة في النصف الجنوبي الشرقي للولايات المتحدة.

تتميز المنطقة بالتراث والثقافة ويشكل الأمريكيون الأصليون والمستوطنون الأوروبيون الغالبية العظمى من السكان. بعد الحرب الأهلية استطاع الجنوب تنمية الأدب والملابس والأغاني الخاصة به.

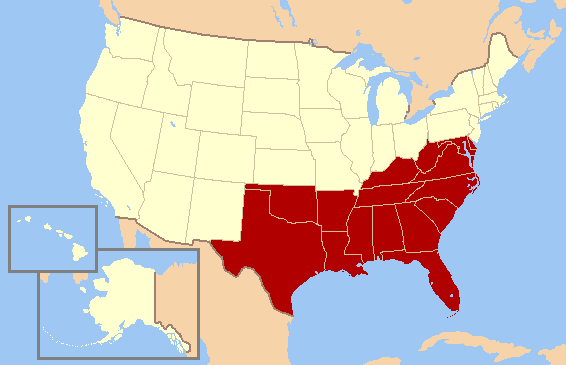
أقاليم جنوب الولايات المتحدة حسب تعريف مكتب الإحصاء الأمريكي

في العصور الأخيرة أصبح المجتمع الجنوب أمريكي صناعي وأكثر حضارية وجذب الكثير من المواطنين والمهاجرين إليه. يعدّ الجنوب الأمريكي أسرع المناطق نمواً في الولايات المتحدة. على الرغم من النمو الاقتصادي السريع ما زال الجنوب الأمريكي فقيرا وكل الولايات الجنوبية باستثناء ولايتي فرجينيا وفلوريدا لديها نسبة فقر عالية بالنسبة للمتوسط الأمريكي. وينتشر الفقر خاصة في المناطق الريفية. الجنوب الأميركي أكثر محافظة اجتماعياً وأكثر تديناً بشكل عام عن بقية الولايات المتحدة.